# Khi cuộc đời cho bạn quả quýt
Khi cuộc đời cho bạn quả quýt (tiếng Hàn: 폭싹 속았수다; tiếng Jeju mang nghĩa “Cảm ơn vì đã vất vả”) là một bộ phim truyền hình Hàn Quốc thuộc thể loại lãng mạn và đời thường, ra mắt năm 2025. Phim do biên kịch Lim Sang-choon chắp bút, Kim Won-seok làm đạo diễn, với sự tham gia của IU, Park Bo-gum, Moon So-ri và Park Hae-joon. Bộ phim được phát sóng trên Netflix từ ngày 7 đến 28 tháng 3 năm 2025.
Bộ phim là một thành công lớn cả trong nước và quốc tế, nhận được nhiều lời khen ngợi về diễn xuất, kịch bản và đạo diễn. Trong số nhiều giải thưởng, phim đã giành giải Phim truyền hình xuất sắc nhất tại Lễ trao giải Nghệ thuật Baeksang lần thứ 61, cùng giải Daesang tại Giải thưởng Truyền hình Rồng Xanh. Tác phẩm cũng được so sánh tích cực với Reply 1988 nhờ khả năng khơi gợi hoài niệm và sự ấm áp đặc trưng trong trải nghiệm Hàn Quốc.

## Nội dung
Bộ phim kể về cuộc đời phiêu lưu và những thử thách của Ae-sun, một cô gái nghèo sinh ra ở Jeju năm 1951, mang ước mơ trở thành nhà thơ, và Gwan-sik, một chàng trai trẻ luôn trân trọng và yêu thương cô.

## Dàn diễn viên và phân vai

### Diễn viên chính
- IU đảm nhận 2 vai diễn: Oh Ae-sun - nhân vật nữ chính & là người yêu, bạn gái và sau này là vợ của Gwan-sik, và Yang Geum-myeong, con gái duy nhất của Ae-sun và Gwan-sik, người đang theo học Ngôn ngữ và Văn học Anh tại Đại học Quốc gia Seoul.[7]
  - Moon So-ri trong vai Ae-sun tuổi trung niên[7]
  - Yoon Seo-yeon trong vai Ae-sun tuổi thiếu niên.[7]
  - Kim Tae-yeon trong vai Ae-sun lúc nhỏ.[7]
  - Lee A-ra trong vai Yang Geum-myeong lúc nhỏ (10–12 tuổi)
  - Ahn Tae-rin trong vai Yang Geum-myeong lúc nhỏ (7–10 tuổi)
  - Shin Chae-rin trong vai Yang Geum-myeong lúc nhỏ (4–7 tuổi)
- Park Bo-gum trong vai Yang Gwan-sik, nhân vật nam chính và là người yêu, bạn trai và sau này là chồng của Ae-sun.[7]
  - Park Hae-joon vai Gwan-sik tuổi trung niên.[7]
  - Lee Cheon-mu vai Gwan-sik lúc nhỏ.[7]
  - Moon Woo-jin vai Gwan-sik tuổi thiếu niên.[7]

### Diễn viên phụ
- Kim Yong-rim trong vai Park Mak-cheon: Bà của Gwan-sik & là một pháp sư.[7]
- Na Moon-hee trong vai Kim Chun-ok: Bà nội của Ae-sun.
- Yeom Hye-ran trong vai Jeon Gwang-rye: Mẹ của Ae-sun là một haenyeo.[7]
- Oh Min-ae trong vai Kwon Gye-ok: Mẹ của Gwan-sik.[7]
- Cha Mi-kyung trong vai Park Chung-su: một haenyeo
- Lee Soo-mi trong vai Choi Yang-im: một haenyeo
- Baek Ji-won trong vai Hong Kyung-ja: một haenyeo
- Jung Hae-kyun trong vai Oh Han-moo: chú của Ae-sun
- Choi Dae-hoon trong vai Bu Sang-Gil: một thuyền trưởng đánh cá giàu có
- Kang You-seok trong vai Yang Eun-myeong: Con trai của Ae-sun và Gwan-sik
- Oh Yeon-jae trong vai Hyeon Yi-sook: Vợ của Han-moo và dì của Ae-sun
- Yoo Byung-hoon trong vai Yang Sam-bo: Cha của Gwan-sik
- Shin Sae-byeok trong vai Yang Dong-myeong: Con trai của Ae-sun và Gwan-sik
- Jang Hye-jin trong vai Yeong-ran: Vợ của Bu Sang-gil
- Chae Seo-an trong vai Yeong-ran thời trẻ
- Lee Soo-kyung trong vai Bu Hyeon-suk: Con gái của Sang-gil và Yeong-ran
- Moon Yu-gang trong vai Bu Seong-yi: Con trai cả của Bu Sang-Gil
- Seo Hye-won trong vai Yang Gyeong-ok: Em gái của Gwan-sik
- Jung Yi-seo trong vai Song Bu-seon: Bạn gái của Chung-seop
- Lee Jun-young trong vai Park Yeong-bum: Mối tình đầu của Geum-myeong
- Kang Myung-joo trong vai Yoo Bu-young:  Mẹ của Park Yeong-bum
- Lee Gyu-hoe trong vai Park Geum-myeong: Cha của Park Yeong-bum
- Lee Ji-hyun trong vai Bun-hui: Mẹ của Chung-seop
- Park Byung-ho trong vai chủ nhà lớn tuổi của Ae-sun và Gwan-sik: Đồng sở hữu Trung tâm Manmul Dodong-ri Harbang
- Song Kwang-ja trong vai bà chủ nhà lớn tuổi của Ae-sun và Gwan-sik: Đồng sở hữu Trung tâm Manmul Dodong-ri Harbang
- Hwang Jae-yeol trong vai giáo viên của Ae-sun
- Pyo Young-seo trong vai Oh Ye-rim: bạn của Geum-myeong trong câu lạc bộ phim ảnh
- Kim So-yeon trong vai Min-seon: bạn của Geum-myeong trong câu lạc bộ phim
- Kim Gye-rim trong vai Ju-kyung: bạn của Geum-myeong trong câu lạc bộ phim

### Khách mời
- Oh Jung-se trong vai Yeom Byeong-cheol: cha dượng của Ae-sun.[7]
- Uhm Ji-won trong vai Na Min-ok: người vợ thứ 2 của Byeong-cheol
- Lee Mi-do trong vai Mi-sook: chủ một tiệm bói toán
- Kim Seon-ho trong vai Park Chung-seop: chồng của Geum-myeong
- Kim Hae-gon trong vai Kim Hae-bong: giám đốc điều hành của Nhà hát Cannes
- Kang Mal-geum trong vai Geum-ja: đồng chủ nhà nghỉ Nampojang
- Kim Young-woong trong vai chồng của Geum-ja: đồng chủ nhà nghỉ Nampojang
- Kim Gook-hee trong vai Jeon Ae-kyung: giáo sư của Geum-myeong tại Đại học Quốc gia Seoul
- Kim Su-an trong vai Oh Jenny: học trò của Geum-myeong
- Kim Jae-young trong vai tài xế của Jenny
- Kim Geum-soon trong vai Mi-hyang: mẹ của Jenny
- Nam Mi-jung trong vai quản gia của Mi-hyang
- Jeon Bae-soo trong vai Song Yeong-sam:  chủ nhà trọ của Geum-myeong
- Kim Sung-ryung trong vai Jeong Mi-in: một diễn viên
- Lee Bong-ryun trong vai y tá
- Hyun Bong-sik trong vai quản lý của Mi-in
- Kim Kang-hoon trong vai Yang Je-il: con trai cả của Eun-myeong và Hyeon-suk / cháu trai của Ae-sun và Gwan-sik

## Tập phim
Phim được chia làm 4 phần, mỗi phần gồm 4 tập, lần lượt ra mắt vào các ngày 7, 14, 21 và 28 tháng 3 năm 2025.
| TT. | Tiêu đề                                         | Đạo diễn     | Biên kịch      | Ngày phát hành gốc  |
| --- | ----------------------------------------------- | ------------ | -------------- | ------------------- |
| 1 | "Mùa xuân qua mau"                              | Kim Won-seok | Lim Sang-choon | 7 tháng 3 năm 2025  |
| Được người mẹ ngoan cường nuôi dưỡng, cô bé lanh lợi Ae-sun có những ước mơ vượt ngoài ngôi làng của mình. Nhưng rồi bi kịch không ngờ tới khiến mọi chuyện thay đổi.               |                                                 |              |                |                     |
| 2 | "Tình đầu ngổ ngáo"                             | Kim Won-seok | Lim Sang-choon | 7 tháng 3 năm 2025  |
| Khi tình yêu nảy nở giữa Ae-sun và Gwan-sik, họ cùng thực hiện hành động táo bạo đầu tiên. Nhưng cuộc phiêu lưu lãng mạn của cả hai gặp trở ngại.                                   |                                                 |              |                |                     |
| 3 | "Ngày hôm qua. "Mùa xuân của họ...""            | Kim Won-seok | Lim Sang-choon | 7 tháng 3 năm 2025  |
| Sau cuộc giải cứu kịch tính, Ae-sun và Gwan-sik trở về Jeju. Không lâu sau đó, Ae-sun chấp nhận số phận đáng buồn, khiến Gwan-sik suy sụp.                                          |                                                 |              |                |                     |
| 4 | "Mùa hè oi ả"                                   | Kim Won-seok | Lim Sang-choon | 7 tháng 3 năm 2025  |
| Mùa hè mang lại niềm vui khi đôi vợ chồng mới cưới bắt đầu cuộc sống bên nhau, nhưng việc sống cùng gia đình của Gwan-sik thử thách hạnh phúc của họ. Liệu họ có tìm được bình yên? |                                                 |              |                |                     |
| 5 | "Chuyến tàu đầy cá đêm giữa hè"                 | Kim Won-seok | Lim Sang-choon | 14 tháng 3 năm 2025 |
| Trong khi Gwan-sik vật lộn tìm việc làm, Ae-sun lo lắng cho gia đình, cho đến khi họ nhận được "phao cứu sinh". Không lâu sau đó, Ae-sun đặt tham vọng lớn hơn ở Jeju.              |                                                 |              |                |                     |
| 6 | "Cứ sống, rồi sẽ sống"                          | Kim Won-seok | Lim Sang-choon | 14 tháng 3 năm 2025 |
| Ngay khi Ae-sun và Gwan-sik vừa được nếm trải niềm vui của cuộc sống mới, một cơn bão mùa hè thay đổi mọi chuyện và thử thách ý chí tiến lên của họ.                                |                                                 |              |                |                     |
| 7 | "Mùa thu dịu dàng"                              | Kim Won-seok | Lim Sang-choon | 14 tháng 3 năm 2025 |
| Khi cuộc bầu cử trưởng làng sắp diễn ra, Ae-sun đối mặt với đối thủ đầy thối nát. Geun-myeong nhận được một yêu cầu bất thường thử thách đạo đức của cô.                            |                                                 |              |                |                     |
| 8 | "Chỉ trăng kia tròn khuyết, tim này có già đâu" | Kim Won-seok | Lim Sang-choon | 14 tháng 3 năm 2025 |
| Geun-myeong nhận được cơ hội du học Nhật Bản, nhưng ước mơ của cô quá xa tầm với. Lúc này, Ae-sun và Gwan-sik phải đưa ra quyết định khó khăn.                                      |                                                 |              |                |                     |
| 9 | "Gió thổi vù vù, tim tôi kêu ù ù"               | Kim Won-seok | Lim Sang-choon | 21 tháng 3 năm 2025 |
| Cuộc sống trong căn hộ nhỏ thử thách Ae-sun và Gwan-sik khi họ chật vật nuôi dạy Yang Eun-myeong. Trong khi đó, Geun-myeong xoay xở giữa tình yêu và cuộc sống ở Seoul.             |                                                 |              |                |                     |
| 10 | "Gió trong tim tôi, tình yêu trong tim tôi"     | Kim Won-seok | Lim Sang-choon | 21 tháng 3 năm 2025 |
| Trong khi Geun-myeong thân thiết hơn với người đồng nghiệp lập dị, những giấc mơ đáng ngại của Ae-sun khơi dậy nỗi lo thật sự. Liệu chúng có ý nghĩa gì không?                      |                                                 |              |                |                     |
| 11 | "Người yêu bên cạnh tôi"                        | Kim Won-seok | Lim Sang-choon | 21 tháng 3 năm 2025 |
| Từ đính hôn tiến đến hôn nhân, trái tim của Geun-myeong tràn ngập nghi ngờ. Liếu cô có được mối tình đầu kết thúc viên mãn như mẹ của mình?                                         |                                                 |              |                |                     |
| 12 | "Mùa đông lấp lánh"                             | Kim Won-seok | Lim Sang-choon | 21 tháng 3 năm 2025 |
| Trở lại Jeju, Geun-myeong chữa lành trái tim mình trong môi trường thân thuộc. Ae-sun thận trọng những khoảnh khắc chân thành bên người thân.                                       |                                                 |              |                |                     |
| 13 | "Mối tình đơn phương ấy"                        | Kim Won-seok | Lim Sang-choon | 28 tháng 3 năm 2025 |
| Đang đối mặt với trở ngại trong sự nghiệp vì suy thoái kinh tế, Geun-myeong tình cờ gặp gương mặt quen thuộc rồi từ đó mở ra khởi đầu mới không ngờ tới.                            |                                                 |              |                |                     |
| 14 | "Hãy bay cao, bay cao hơn nữa"                  | Kim Won-seok | Lim Sang-choon | 28 tháng 3 năm 2025 |
| Ae-sun và Gwan-sik vật lộn trước biến cố không may của Yang Eun-myeong, hi sinh mọi thứ để có thể giúp anh. Nhưng Eun-myeong lại mất hết tự tin.                                    |                                                 |              |                |                     |
| 15 | "Mỗi ngày đều là mùa xuân"                      | Kim Won-seok | Lim Sang-choon | 28 tháng 3 năm 2025 |
| Giữa những dự án kinh doanh mới và thay đổi trong sự nghiệp, cả gia đình đối mặt với những trở ngại riêng trên con đường của họ nhưng vẫn đồng tâm hiệp lực tiến về phía trước.     |                                                 |              |                |                     |
| 16 | "Chúc mừng bố mẹ đã sống trọn vẹn"              | Kim Won-seok | Lim Sang-choon | 28 tháng 3 năm 2025 |
| Khi gia đình họ Yang cuối cùng cũng được tận hưởng trái ngọt sau bao nỗ lực, bi kịch đột ngột ập đến – thử thách ý chí kiên cường và sức mạnh từ tình yêu thương bền chặt giữa họ.  |                                                 |              |                |                     |

## Sản xuất

### Cảm hứng
Theo Naver, nhân vật Ae-sun và Gwan-sik trong phim thực tế được lấy cảm hứng từ một chuyện tình có thật trên đảo Jeju. Câu chuyện ngoài đời cũng sâu sắc và cảm động không kém trên phim.
Phim có nguyên mẫu là người phụ nữ tên Hong Kyung-ja. Bà sinh ra tại Jeju vào năm 1950. Bà không chỉ là hình mẫu cho nhân vật nữ chính, mà còn là minh chứng cho sức sống mãnh liệt của những người phụ nữ trên đảo Jeju thời hậu chiến. Từ những tập đầu tiên, cái tên "Hong Kyung-ja" đã được khắc trên một chiếc phao nổi truyền thống của những thợ lặn nữ Jeju. Chi tiết này không phải tình cờ, mà chính là sự tri ân của đoàn phim dành cho người phụ nữ giúp họ có cảm hứng làm phim.
Cuộc đời của bà cũng là một hành trình vượt nghịch cảnh. Bà mất mẹ khi mới 5 tuổi. Sau biến cố gia đình, cô gái nhỏ khi đó trở thành người chủ lực chăm sóc gia đình, chịu trách nhiệm chăm lo cho đàn em thơ. Khác với nhân vật Ae-sun trong phim, ngoài đời, bà sống cùng cha dượng, mẹ kế và 8 người em. Bà từng bị cấm đi học nhưng đam mê có tri thức để thay đổi cuộc đời không ngừng "cháy" trong bà.
Bà kể lại những tháng ngày thơ ấu: "Tôi thường đi học muộn vì phải nấu ăn cho các em trước khi rời nhà. Việc vắng mặt là điều thường xuyên, nhưng tôi không bỏ cuộc. Đó là hiện thực của tôi".
Cuộc đời khó khăn của bà cũng được thắp sáng nhờ sự xuất hiện của người bạn đời. Bà và chồng quen nhau từ khi còn nhỏ. Họ cùng nhau lặn biển, yêu nhau suốt 6 năm trước khi kết hôn. Và cũng như nhân vật Gwan-sik, chồng của bà là người bạn, người đồng hành lớn trong cuộc đời bà. Bà Hong Kyung-ja kể, chồng bà cũng có những tư tưởng tiến bộ, trân trọng phụ nữ, khác nhiều người đàn ông thời đó. Bà vinh hạnh trở thành nữ trưởng làng hiếm hoi trên đảo, giống như nhân vật Ae-sun. Bà nói, các thành tựu trong cuộc đời bà đều có sự ủng hộ của người chồng chân thành.
Năm 2002, tổ chức YWCA Jeju trao tặng người bạn đời của bà danh hiệu Người chồng mẫu mực vì đã "xây dựng một gia đình hòa thuận bằng tình yêu và sự tận tụy". Giống như cặp đôi trên phim, bà và chồng có 3 người con. Họ cùng nhau vun đắp cho tổ ấm ngọt ngào. Các con của họ đều có cuộc sống bình yên và hạnh phúc giống như trong phim.

### Tên phim
Tên tiếng Hàn của phim là Pokssak Sogatsuda, đây là cụm từ phương ngữ đảo Jeju mang ý nghĩa "Bạn đã làm việc chăm chỉ”. Đây là phương ngữ được UNESCO công nhận là có nguy cơ biến mất vì số lượng người nói tiếng Jeju ngày càng ít đi. Việc đặt tên phim theo cách nói của người Jeju là cách để giữ gìn sức sống của phương ngữ này.
Khi dịch sang tiếng Anh, thay vì sử dụng nghĩa đen, biên kịch và đạo diễn đổi thành When Life Gives You Tangerines, có nghĩa tiếng Việt là “Khi cuộc đời cho bạn quả quýt”. Đối với khán giả, tựa đề này là lựa chọn khéo léo, lấy cảm hứng từ câu nói nổi tiếng của triết gia người Mỹ Elbert Hubbard “When life gives you lemons, make lemonade” (Khi cuộc đời cho bạn những quả chanh, hãy pha thành nước chanh). Câu nói này truyền tải thông điệp thích nghi với cuộc sống, sẵn sàng đương đầu khi đối mặt với nghịch cảnh. Nhưng phim đã thay “quả chanh” bằng “quả quýt” bởi quýt là loại trái cây nổi tiếng của đảo Jeju. Như thế nó sẽ có liên kết với tựa phim tiếng Hàn theo một cách riêng mà vẫn không làm chệch đi ý nghĩa gốc.
Tiêu đề phim khi được dịch sang ngôn ngữ khác cũng ưu tiên nắm bắt được bản chất ý nghĩa, hơn là bám sát tên gốc theo nghĩa đen.Tiêu đề tiếng Tây Ban Nha "Si la vida te da mandarinas..." có nghĩa là "Nếu cuộc đời cho bạn quả quýt". Tiêu đề tiếng Thái được dịch thành "Hãy mỉm cười ngay cả trong những ngày quả quýt không còn ngọt ngào". Tại Đài Loan, Netflix sử dụng thành ngữ bốn chữ được truyền lại qua nhiều thế hệ tại địa phương là "cay đắng kết thúc, ngọt ngào sẽ đến". Tuy nhiên, họ khéo léo thay thế từ "ngọt ngào" bằng "quýt" để gợi lên hình ảnh đảo Jeju. Bản dịch hay của tên phim được coi là yếu tố quan trọng đối với thành công toàn cầu của nội dung Hàn Quốc và bộ phim là ví dụ điển hình. Theo Yonhap News, ngoài khả năng tạo nên sự đồng cảm qua nhiều thế hệ, tựa đề là một điểm nhấn quan trọng giúp bộ phim thu hút sự chú ý của khán giả toàn cầu.
Trong buổi họp báo giới thiệu phim, đạo diễn Kim Won-seok cho rằng tên phim cũng chính là những gì đoàn làm phim muốn gửi tới khán giả. Đó là khi cuộc đời đưa bạn những quả quýt chua hoặc đắng, bạn vẫn có thể ngâm với đường, tạo thành siro quýt ngọt ngào và pha thành những tách trà ấm áp.

### Tuyển diễn viên
Vào ngày 27 tháng 1 năm 2023, IU và Park Bo-gum được xác nhận vào vai chính Ae-sun và Gwan-sik. Cả 2 đều sinh năm 1993, họ là bạn bè kể từ khi đóng quảng cáo truyền hình cùng nhau khi còn thiếu niên, Park Bo-gum sau đó đóng vai cameo trong bộ phim The Producers năm 2015 cùng IU khi họ ở độ tuổi 20.
Đây là lần hợp tác thứ 2 giữa đạo diễn Kim Won-seok và IU sau bộ phim My Mister của tvN năm 2018. Vào ngày 30 tháng 1 năm 2023, Moon So-ri và Park Hae-joon được xác nhận sẽ đóng vai phiên bản trung niên của Ae-sun và Gwan-sik. Điều này đánh dấu lần thứ 4  Park Hae-joon tham gia bộ phim do Kim Won-seok đạo diễn sau Mùi đời: Cuộc sống không trọn vẹn (2014), My Mister (2018), và Arthdal Chronicles (2019). Việc casting Choi Dae-hoon đã được xác nhận vào tháng 10 năm 2023, với việc quay phim và đọc kịch bản được cho là bắt đầu vào tháng 3 năm 2023.Cùng thời điểm, Na Moon-hee, Kim Yong-rim, và Lee Jun-young được xác nhận sẽ tham gia phim. Việc casting Lee Soo-kyung đã được xác nhận vào tháng 5, với Baek Ji-won được xác nhận vào tháng 6. Vào tháng 7 năm 2023, Oh Jeong-se được xác nhận tham gia phim, cùng Kim Seon-ho trong vai khách mời. Việc casting Jung Yi-seo đã được xác nhận vào tháng 8, còn Lee Soo-mi và Yeom Hye-ran tham gia bộ phim vào tháng 9.

### Bối cảnh và dựng phim
Nhà sản xuất đã lựa chọn đảo Jeju làm bối cảnh chính cho phim, khi ghi hình nhiều địa điểm nổi tiếng của Jeju, gồm tòa nhà Jeju Mokgwana - từng là cơ quan chính phủ trung ương, nơi diễn ra các vấn đề chính trị và hành chính từ năm 1392 đến năm 1910, ngọn núi Seongsan Ilchulbong, bãi biển Gimnyeong và cánh đồng hoa kiều mạch Oradong. Theo báo Media Jeju, nhằm tối đa hóa hiệu quả quảng bá hòn đảo, các ban ngành và Cơ quan Sáng tạo Nội dung Hàn Quốc đã hỗ trợ các thủ tục hành chính, tài trợ địa điểm quay phim cho quá trình sản xuất dự án trong hơn một năm, từ cuối năm 2022. Phim còn tái hiện phong cách thời trang qua nhiều giai đoạn, cho thấy sự biến đổi của xã hội Hàn Quốc. Nhờ đó, tác phẩm có góc nhìn hoài niệm, đồng thời mang màu sắc tươi mới trong bối cảnh. Trên Nate, đạo diễn Kim Won-seok cho biết dồn tâm sức để bộ phim đạt chất lượng tương xứng với kinh phí đầu tư. Đoàn làm phim còn ghi hình tại thành phố Andong, xây dựng nhiều khung cảnh phù hợp các mốc thời gian.

## Quảng bá
IU và Park Bo-gum xuất hiện trên Gayo Stage của KBS1 để quảng bá bộ phim. Họ trình diễn bản song ca "Mountain Boy's Love Story" trong bộ đồng phục trung học truyền thống của nhân vật.  Park Bo-gum đề xuất ý tưởng này, vì đây là cách để thu hút khán giả rộng rãi hơn.
Netflix Hàn Quốc tạo ra doanh thu thông qua hợp tác sở hữu trí tuệ nhằm vào những người yêu thích phim truyền hình. Một sự hợp tác với Yuhan-Kimberly đã dẫn đến việc ra mắt dung dịch dưỡng da Kleenex phiên bản giới hạn, với bao bì có hình ảnh từ bộ phim; sản phẩm này đã bán hết trong giai đoạn đặt hàng trước. Việc hợp tác với studio thiết kế Oimu đã sản xuất các sản phẩm văn phòng phẩm, bao gồm sổ tay, giấy viết thư và kẹp sách hạt cải, tất cả nhanh chóng bán hết tại hội chợ văn phòng phẩm Inventario. Các sản phẩm chính thức bao gồm móc khóa và gấu bông của Ae-sun và Gwan-sik cũng đã được ra mắt. Nền tảng này cũng đã hợp tác với một công ty bảo hiểm nhân thọ để đưa các câu trích dẫn của phim như tài liệu quảng cáo của công ty.
Netflix đã tổ chức sự kiện "Well Done! Well Done! Geumeundong Village Feast" vào ngày 30 tháng 3 năm 2025, tại Myeonghwa Live Hall. Sự kiện có sự tham gia của IU, Park Bo-gum, Park Hae-joon, Oh Min-ae, Jang Hye-jin, Kang You-seok và Lee Soo-kyung. Nó bao gồm một buổi lễ trao giải và một phiên đọc, nơi các diễn viên đọc các tác phẩm thắng giải được chọn bởi nhà văn Lim Sang-choon từ các bài dự thi cho sự kiện 100 ngày "Khi cuộc đời cho bạn quả quýt", được tổ chức trực tuyến và gặp mặt trực tiếp. Cũng có một buổi thảo luận với các diễn viên do CEO Movement Jin Myeong-hyeon dẫn dắt.
Vào tháng 2, Netflix đã tổ chức buổi công chiếu sớm dành cho 9 người bà từ Seonheul-ri, những người sau đó đã tạo ra các bức tranh lấy cảm hứng từ câu chuyện. Bảo tàng Xã hội tổ chức triển lãm nghệ thuật "Pokssak Sogatsuda, Doldo, Eomeongdo, Halmangdo" từ ngày 2 tháng 5 đến ngày 29 tháng 6 năm 2025, tại Seonheulri Painting Workshop và Nonghyup Warehouse ở Jeju. Triển lãm trưng bày các bức tranh của 9 người bà và giáo viên mỹ thuật Choi So-yeon. IU đã tham dự triển lãm vào tháng 6.
Khác với cách ra liền 16 tập, phim được chia thành 4 tuần, mỗi tuần ra 4 tập vào mỗi thứ 6. Giải thích cho việc này, đạo diễn cho hay cách chia này giúp khán giả có đủ thời gian xem hết từng tập phim. Ông e ngại rằng nếu tung ra 16 tập cùng lúc, mọi người sẽ tua nhanh, hoặc chỉ xem tập đầu và tập cuối để biết kết thúc phim chứ không xem phim một cách chậm rãi, chú ý đến từng chi tiết hoặc câu thoại.

## Đón nhận, đánh giá & lượt xem

### Lượt xem
Bộ phim nhanh chóng lọt top 10 phim truyền hình không nói tiếng Anh được xem nhiều nhất trên nền tảng Netflix toàn cầu suốt 2 tuần. Phim cũng đứng top 1 tại nhiều quốc gia châu Á như Việt Nam, Hàn Quốc, Indonesia, Malaysia... Theo Nate, sau khi lên sóng, phim để lại nhiều dấu ấn trong lòng người xem, trong đó có nhiều khán giả gen Z. IMDb chấm tác phẩm 9,3/10 điểm, cho thấy sự đánh giá cao từ cả khán giả và giới phê bình. Trang phê bình phim Rotten Tomatoes chấm phim 9,5/10 dựa trên 6 bài đánh giá tích cực, và dành lời khen phim là "câu chuyện ngọt ngào nhưng cay đắng", cũng như bình luận đây là bộ phim truyền cảm hứng, thúc đẩy người ta có đủ nghị lực để vượt qua mọi khó khăn trong cuộc sống :"Cốt truyện đơn giản, nhưng được thể hiện hay, diễn xuất tinh tế và khắc họa thực tế một cách sống động", Rotten Tomatoes viết.

### Đánh giá
Theo Sports Khan, IU gây bất ngờ khi vào vai Ae-sun lúc trẻ lẫn Yang Geum-myeong. Với Ae-sun, diễn viên thể hiện sự ngây thơ của tuổi trẻ qua biểu cảm hình thể. Ở trường đoạn nhân vật trải qua nỗi đau mất con trong tập sáu, cô bộc lộ cảm xúc bằng ánh mắt, lời thoại. Mặt khác, IU mang đến sự tươi mới trong hình tượng nữ sinh Yang Geum-myeong, chứng tỏ sự linh hoạt trong diễn xuất. Trên mạng xã hội X, nhiều khán giả đánh giá tích cực về màn thể hiện, cho rằng IU mang đến hai vai diễn khác biệt, không bị trùng lặp. Park Bo-gum tròn vai nam chính, thể hiện sự kiên cường lẫn dịu dàng. Ngoài ra, các diễn viên phụ cũng góp phần tạo nên bức tranh đa sắc về con người trên đảo Jeju. Điển hình, Yeom Hye-ran chỉ xuất hiện trong phần một nhưng để lại ấn tượng qua hình ảnh người phụ nữ tần tảo.
Trên trang Yonhap, nhà phê bình văn hóa đại chúng Kim Kyo-seok nhận xét phim ghi điểm vì không đi theo lối mòn của các dự án tình cảm lãng mạn, lồng ghép câu chuyện riêng của các nhân vật phụ, gửi nhiều thông điệp về cuộc sống. Thay vì đi theo trình tự tuyến tính, dự án đan xen tuyến truyện của Ae-sun và Gwan-sik lúc còn trẻ lẫn độ tuổi trung niên. Ông nói: "Mối quan hệ giữa 2 nhân vật chính cùng các mối quan hệ xung quanh rất hấp dẫn. Bối cảnh địa lý của đảo Jeju và các sự kiện lịch sử góp phần làm bộ phim trở nên nổi bật".
Tạp chí Time ca ngợi bộ phim "sâu sắc đến mức tàn khốc", không chỉ cho thấy "câu chuyện của một gia đình" mà còn là "câu chuyện về quá trình hiện đại hóa của Hàn Quốc từ thời hậu chiến đến ngày nay" và làm nổi bật "lịch sử văn hóa phong phú và đặc sắc" của đảo Jeju. Báo India Today khẳng định bộ phim "không chỉ là một câu chuyện tình yêu, cũng không chỉ là một bộ phim lịch sử. Đó là một sự chiêm nghiệm về thời gian, về tình yêu và về công việc chăm sóc thầm lặng trải dài qua nhiều kiếp người."  Tác giả Pierce Conran của South China Morning Post chấm phim 5/5 sao cùng nhận định "bộ phim đã khéo léo kết nối quá khứ và hiện tại, làm mờ ranh giới giữa mơ mộng hoài niệm và hiện thực bức thiết", và gọi đây là "một trong những bộ phim truyền hình Hàn Quốc hay nhất mọi thời đại - và rất có thể là bộ phim mang đậm chất Hàn Quốc nhất trong số đó." Bộ phim cũng được nhật báo Global Times của Đảng Cộng sản Trung Quốc ca ngợi, báo nêu ra vấn đề phát trực tuyến bất hợp pháp vì Netflix không có sẵn ở Trung Quốc.
Cây bút Sherin Nicole của trang đánh giá phim Roger Ebert nhận định tác phẩm không bị bó buộc vào thể loại chính kịch hay tình cảm, mà có góc nhìn bao quát về cuộc sống, là đỉnh cao nghiên cứu và xây dựng nhân vật. Trên các diễn đàn phim ảnh, nhiều khán giả cho rằng tác phẩm gây xúc động khi mô tả những điều giản dị.
Ngoài nội dung lôi cuốn, chuyên trang ScreenRant đánh giá thành công của bộ phim một phần nằm ở kế hoạch phát sóng của nhà sản xuất. Thay vì ra mắt một lượt 16 tập, phim chia làm từng phần, mỗi phần gồm 4 tập, đại diện cho các mùa xuân, hạ, thu, đông. Cách làm này khiến khán giả tò mò, mong chờ những diễn biến tiếp theo. Họ có thời gian suy ngẫm về các tình tiết, thảo luận trên mạng xã hội, tạo hiệu ứng truyền miệng.

### Đón nhận
Theo nền tảng dữ liệu lớn di động Mobile Index, Netflix đã báo cáo có 14 triệu người dùng hoạt động hàng tháng (MAUs) vào tháng 3 năm 2025, phản ánh sự gia tăng hơn 640.000 so với tháng trước. Đây là lần đầu tiên MAUs của Netflix vượt qua 14 triệu kể từ tháng 1 năm 2023, khi bộ phim truyền hình The Glory trở nên phổ biến đáng kể. Sau đợt phát hành công khai lần đầu, giá cổ phiếu của Pan Entertainment đã tăng 22,12%. Trước khi phát hành lần thứ 2, giá cổ phiếu đã đạt 3.930 won, vượt qua mức cao nhất trong 52 tuần.
Sau khi phát hành vào tuần đầu tiên của tháng 3, bộ phim đã đứng đầu Bảng xếp hạng 10 phim truyền hình trên nền tảng OTT hàng đầu của Good Data Corporation trong 7 tuần liên tiếp. Trong thời gian này, IU đứng đầu hạng mục diễn viên phim truyền hình gây chú ý. Park Bo-gum đứng thứ 2 trong 6 tuần liên tiếp và thứ 3 vào tuần tiếp theo. Trong tuần thứ 3 của tháng 3, Lee Jun-young đứng thứ 4 và Kim Seon-ho đứng thứ 10. Trong tuần thứ 4, Kim Seon-ho đứng thứ 3, Lee Jun-young thứ 8 và Kang You-seok đứng thứ 10.   Ngoài ra, bộ phim còn đứng đầu trong cuộc khảo sát toàn quốc của Gallup Korea về các chương trình truyền hình được yêu thích nhất trong tháng 3, tháng 4 và tháng 5 năm 2025. Đây là bộ phim thứ 5 của Netflix đứng đầu trong 3 tháng liên tiếp. Đây cũng là bộ phim truyền hình đầu tiên vượt qua tỷ lệ yêu thích 10% kể từ tháng 1 năm 2013.
Bộ phim có ảnh hưởng lớn đến văn hóa đại chúng, dẫn đến sự ra đời của thuật ngữ "Pokssak Sogatsuda Craze" (tiếng Hàn: 폭싹 속았수다 열풍) định hình xu hướng trong lĩnh vực nội thất, thời trang, ẩm thực và du lịch. Chiếc rương xà cừ được Ae-sun trân trọng trong phim đã tạo nên xu hướng tân trang lại những chiếc rương tương tự trên mạng xã hội.  Phong cách thời trang của Ae-sun và Gwan-sik trong phim đã dẫn đến sự hồi sinh của phong cách retro chic, còn được gọi là Grandmacore. Các trang web mua sắm trực tuyến đã báo cáo sự gia tăng đột biến trong các tìm kiếm về những phong cách này sau khi bộ phim phát hành, với các mặt hàng như kẹp tóc ngọc trai, khăn chấm bi, cà vạt kẻ caro và áo sơ mi hoa có doanh số tăng đáng kể. Một thực đơn bữa trưa ở trường với các món ăn được lấy cảm hứng từ bộ phim, chẳng hạn như cơm lúa mạch và đậu, mực và cá lóc, đã trở nên phổ biến trên mạng xã hội. Những món ăn này sau đó đã xuất hiện trong nhiều căng tin khác nhau, bao gồm cả căng tin của Hybe, càng làm tăng thêm sự quan tâm. Doanh số bán dầu mè, dầu tía tô, các thương hiệu soju,  thương hiệu gà rán và đồ ăn vặt từ phim cũng có sự gia tăng đáng kể.
Tổ chức Du lịch Jeju nhận thấy sự gia tăng đột biến về sự quan tâm đến Jeju, bối cảnh chính của loạt phim, thúc đẩy các hãng hàng không tăng cường các chuyến bay đến Jeju trong Tuần lễ Vàng. Các hãng hàng không lớn như Korean Air, Asiana Airlines và Jeju Air báo cáo rằng tất cả các chuyến bay đến Jeju vào tuần đầu tiên của tháng 5 đều đã được đặt kín chỗ. Ngoài ra, sau thành công của loạt phim, chính quyền địa phương Jeju và Netflix Hàn Quốc đã ký "Thỏa thuận Kinh doanh để Kích hoạt Văn hóa, Du lịch và Nội dung Jeju" vào ngày 16 tháng 5 năm 2025.
Màn song ca "Mountain Boy's Love Story" của IU và Park Bo-gum trên Gayo Stage đã được khen ngợi, bài hát trở nên phổ biến trên các nền tảng phát trực tuyến và mạng xã hội cũng như các phòng karaoke. Vai diễn Gwan-sik của Park Bo-gum và Park Hae-joon đã được đón nhận nồng nhiệt cả trong nước và quốc tế. Hình ảnh người chồng yêu thương của họ đã tạo nên một meme được gọi là "Gwan-sik-ness", với cụm từ "My Own Gwan-sik" trở thành xu hướng trên mạng xã hội khi người dùng chia sẻ các bài đăng về những người bạn đời và người cha thể hiện những hành vi yêu thương tương tự. Vai diễn của Choi Dae-hoon cũng dẫn đến "Cơn sốt Hak-ssi", với câu cửa miệng "Hak-ssi" trở nên phổ biến và mang lại cho anh biệt danh "Mr. Hak-ssi". Ngoài ra, "Thử thách nụ cười của Kim Seon-ho", trong đó cư dân mạng bắt chước cái nháy mắt và nụ cười của anh trong phim đã trở nên lan truyền trên mạng xã hội toàn cầu.
Sự nổi tiếng của phim dẫn đến việc sử dụng trái phép hình ảnh của phim. Một siêu thị ở Hà Bắc, Trung Quốc đã sử dụng hình ảnh của các nhân vật chính trong phim trong các quảng cáo trái phép, bao gồm cảnh Gwan-sik bán bắp cải và Ae-sun cầm cốc cơm đậu. Thành phố Trương Gia Giới đã gây tranh cãi khi gửi lời mời đến dàn diễn viên và đoàn làm phim. Động thái này bị chỉ trích là thừa nhận hành vi xem phim trái phép, vì Netflix không có tại đây. Vào ngày 2 tháng 6 năm 2025, ngay trước cuộc bầu cử tổng thống Hàn Quốc năm 2025, ứng cử viên Kim Moon-soo đã đăng bản chế lại bộ phim trên mạng xã hội, thay thế khuôn mặt của Park Bo-gum và IU bằng khuôn mặt của ông và vợ. Trước đó, ông đã mặc một bộ đồ thể thao màu đỏ tương tự trang phục của Gwan-sik trong khi vận động tranh cử ở Jeju. Một số người xem đặt câu hỏi liệu Netflix có cho phép sử dụng hay không và bày tỏ lo ngại về việc chính trị hóa phim ảnh. Vào ngày 3 tháng 6, Netflix tuyên bố họ đã biết về bản chế lại nhưng chưa chấp thuận và đang theo dõi các mục đích sử dụng trái phép khác.

## Tranh cãi
Vào ngày 28/5/2025, một người tự nhận đã tham gia sản xuất dự án cho biết Netflix " tập trung vào việc cắt giảm chi phí hết mức có thể, tránh chi tiền cho nhiều diễn viên và thành viên đoàn phim". Theo người này, khi quay phim vào mùa đông, các diễn viên lớn tuổi buộc phải ăn tại một trong nhà hàng trong vòng 30 phút rồi tiếp tục ghi hình. Không có xe bán đồ ăn, nước uống tại phim trường. Êkíp cũng không cung cấp đồ giữ nhiệt, lều hay cho phép họ mặc thêm đồ vì "ảnh hưởng đến phục trang", thậm chí bắt diễn viên quần chúng cắt tóc. Sau đó Netflix ra thông báo: "Chúng tôi đang làm việc với các đối tác sản xuất tại Hàn Quốc để tạo ra môi trường sản xuất tốt hơn. Chúng tôi cũng kiểm tra tình hình thực tế tại thời điểm đó, ngăn chặn các trường hợp tương tự tái diễn".

## Giải thưởng & đề cử
| Năm  | Giải thưởng                                 | Hạng mục                          | Đề cử                         | Kết quả   | Chú thích     |
| ---- | ------------------------------------------- | --------------------------------- | ----------------------------- | --------- | ------------- |
| 2025 | Giải thưởng Nghệ thuật Baeksang lần thứ 61  | Phim truyền hình xuất sắc nhất    | Khi cuộc đời cho bạn quả quýt | Đoạt giải | [ 74 ] [ 75 ] |
| 2025 | Giải thưởng Nghệ thuật Baeksang lần thứ 61  | Đạo diễn xuất sắc nhất            | Kim Won-seok                  | Đề cử     | [ 74 ] [ 75 ] |
| 2025 | Giải thưởng Nghệ thuật Baeksang lần thứ 61  | Nam diễn viên chính xuất sắc nhất | Park Bo-gum                   | Đề cử     | [ 74 ] [ 75 ] |
| 2025 | Giải thưởng Nghệ thuật Baeksang lần thứ 61  | Nữ diễn viên chính xuất sắc nhất  | IU                            | Đề cử     | [ 74 ] [ 75 ] |
| 2025 | Giải thưởng Nghệ thuật Baeksang lần thứ 61  | Nam diễn viên phụ xuất sắc nhất   | Choi Dae-hoon                 | Đoạt giải | [ 74 ] [ 75 ] |
| 2025 | Giải thưởng Nghệ thuật Baeksang lần thứ 61  | Nữ diễn viên phụ xuất sắc nhất    | Yeom Hye-ran                  | Đoạt giải | [ 74 ] [ 75 ] |
| 2025 | Giải thưởng Nghệ thuật Baeksang lần thứ 61  | Nữ diễn viên mới xuất sắc nhất    | Kim Tae-yeon                  | Đề cử     | [ 74 ] [ 75 ] |
| 2025 | Giải thưởng Nghệ thuật Baeksang lần thứ 61  | Kịch bản xuất sắc nhất            | Lim Sang-choon                | Đoạt giải | [ 74 ] [ 75 ] |
| 2025 | Giải thưởng Truyền hình Rồng Xanh lần thứ 4 | Giải thưởng lớn (Daesang)         | Khi cuộc đời cho bạn quả quýt | Đoạt giải | [ 76 ] [ 77 ] |
| 2025 | Giải thưởng Truyền hình Rồng Xanh lần thứ 4 | Phim truyền hình xuất sắc nhất    | Khi cuộc đời cho bạn quả quýt | Đề cử     | [ 76 ] [ 77 ] |
| 2025 | Giải thưởng Truyền hình Rồng Xanh lần thứ 4 | Nam diễn viên chính xuất sắc nhất | Park Bo-gum                   | Đề cử     | [ 76 ] [ 77 ] |
| 2025 | Giải thưởng Truyền hình Rồng Xanh lần thứ 4 | Nữ diễn viên chính xuất sắc nhất  | IU                            | Đoạt giải | [ 76 ] [ 77 ] |
| 2025 | Giải thưởng Truyền hình Rồng Xanh lần thứ 4 | Nam diễn viên phụ xuất sắc nhất   | Choi Dae-hoon                 | Đề cử     | [ 76 ] [ 77 ] |
| 2025 | Giải thưởng Truyền hình Rồng Xanh lần thứ 4 | Nữ diễn viên phụ xuất sắc nhất    | Yeom Hye-ran                  | Đoạt giải | [ 76 ] [ 77 ] |
| 2025 | Giải thưởng Truyền hình Rồng Xanh lần thứ 4 | Nam diễn viên mới xuất sắc nhất   | Kang You-seok                 | Đề cử     | [ 76 ] [ 77 ] |
| 2025 | Giải thưởng Truyền hình Rồng Xanh lần thứ 4 | Ngôi sao được yêu thích nhất      | Park Bo-gum                   | Đoạt giải | [ 76 ] [ 77 ] |
| 2025 | Giải thưởng Truyền hình Rồng Xanh lần thứ 4 | Ngôi sao được yêu thích nhất      | IU                            | Đoạt giải | [ 76 ] [ 77 ] |
| 2025 | Asia Contents Awards & Global OTT Awards    | Sáng tạo xuất sắc nhất            | Khi cuộc đời cho bạn quả quýt |           | [ 78 ]        |
| 2025 | Asia Contents Awards & Global OTT Awards    | Đạo diễn xuất sắc nhất            | Kim Won-seok                  |           | [ 78 ]        |
| 2025 | Asia Contents Awards & Global OTT Awards    | Kịch bản xuất sắc nhất            | Lim Sang-choon                |           | [ 78 ]        |
| 2025 | Asia Contents Awards & Global OTT Awards    | Nữ diễn viên chính xuất sắc nhất  | IU                            |           | [ 78 ]        |
| 2025 | Asia Contents Awards & Global OTT Awards    | Nam diễn viên phụ xuất sắc nhất   | Choi Dae-hoon                 |           | [ 78 ]        |
| 2025 | Asia Contents Awards & Global OTT Awards    | Nữ diễn viên phụ xuất sắc nhất    | Yeom Hye-ran                  |           | [ 78 ]        |
| 2025 | Seoul International Drama Awards            | Đạo diễn xuất sắc nhất            | Kim Won-seok                  |           | [ 79 ]        |
| 2025 | Seoul International Drama Awards            | Kịch bản xuất sắc nhất            | Lim Sang-choon                |           | [ 79 ]        |
| 2025 | Bechdel Day                                 | Bechdel Choice 10                 | Khi cuộc đời cho bạn quả quýt | Đoạt giải | [ 80 ]        |